# Médersa Saheb Ettabaâ
La médersa Saheb Ettabaâ (arabe : مدرسة صاحب الطابع) est l'une des médersas de Tunis. Elle est construite près de la mosquée Saheb Ettabaâ sous le règne de la dynastie husseinite.

## Localisation
Le bâtiment se situe sur la rue Sidi El Aloui, près de la place Halfaouine. Si plusieurs institutions religieuses se trouvent dans la même zone, elle est relativement éloignée de la mosquée Zitouna.

## Histoire
Youssef Saheb Ettabaâ fait construire cette médersa près de sa maison, en même temps que la mosquée qui porte son nom.
Le 25 janvier 1922, elle devient un monument classé.
Dans les années 1930, 71 élèves y logent.

## Description

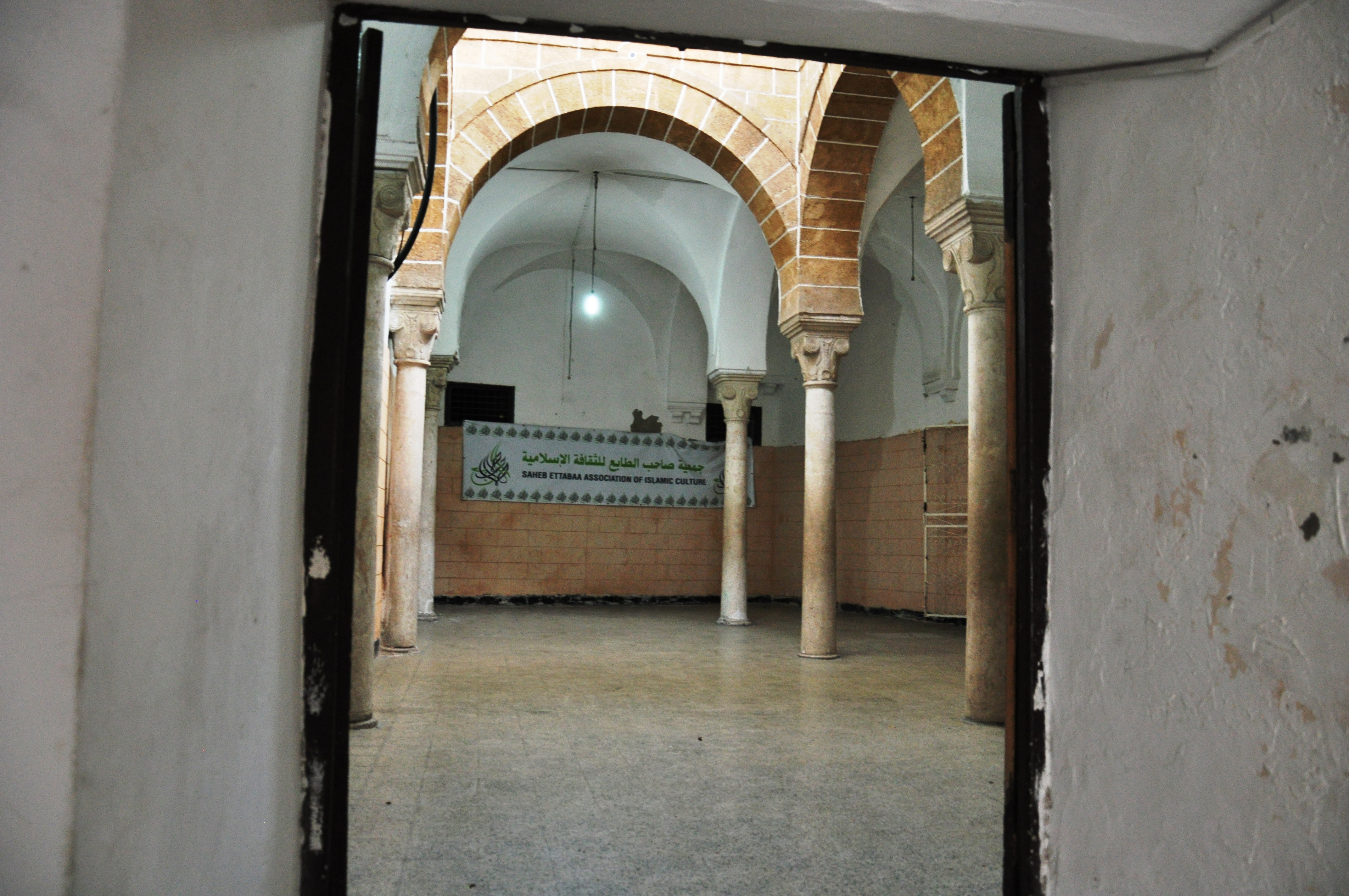
Entrée de la médersa.

La médersa est composée de deux parties, une partie principale appelée « médersa Saheb Ettabaâ Al Kubra » (grande école) et une partie secondaire appelée « médersa Saheb Ettabaâ Al Sughra » (petite école).

## Enseignants
Sidi Brahim Riahi figure parmi les premiers enseignants qui sont passés par la médersa, tout comme Mohamed Laroussi Métoui. Son dernier directeur est Amor Chachia.
Après l'indépendance de la Tunisie, on transforme une partie de la médersa en un club du Néo-Destour.